# 狄拉克费米子
物理学中，狄拉克费米子是反粒子与自身不同的费米子。绝大多数粒子因为反粒子与自身不同，而属于狄拉克费米子。一个狄拉克费米子相当于两个外尔费米子。与狄拉克费米子对应的是反粒子与自身相同的马约拉纳费米子。目前未確定微中子是否狄拉克費米子还是馬約拉納費米子，粒子物理学中除中微子外，标准模型中的所有费米子都是狄拉克费米子。狄拉克费米子以保罗·狄拉克命名，可以用狄拉克方程描述。
除此之外，在凝聚态物理学中，石墨烯和拓扑绝缘体的低能激发是由狄拉克方程描述的费米子准粒子。